# Edgar Syers
Edgar Syers (n. 18 martie 1863, Brighton, Regatul Unit al Marii Britanii și Irlandei – d. 16 februarie 1946, Maidenhead, Anglia, Regatul Unit) a fost un patinator artistic ce a reprezentat Regatul Unit al Marii Britanii și al Irlandei de Nord, medaliat olimpic. A participat la o ediție a Jocurilor Olimpice (1908) în care a câștigat o medalie de bronz.

## Participări
Lista de mai jos prezintă principalele competiții la care a participat Edgar Syers de-a lungul carierei.
- figure skating at the 1908 Summer Olympics – pairs[*]